# Muziekvereniging Crescendo (Nieuwveen)
De Algemene Muziekvereniging "Crescendo", Nieuwveen was een muziekvereniging uit het Nederlandse dorp Nieuwveen. De vereniging, die werd opgericht op 14 juli 1938, bestond uit een fanfareorkest, een jeugdorkest en een aantal leerlingenensembles. Het fanfareorkest kwam lange tijd uit in de 1e divisie van de Koninklijke Nederlandse Muziek Organisatie. In 2020 is Crescendo Nieuwveen opgegaan in de nieuwe muziekvereniging 'Aer en Amstel'.

## Geschiedenis
Bij de oprichting van de muziekvereniging waren er rond 20 leden aanwezig, die met elkaar een drumband vormden om op te treden bij elk belangrijk dorpsgebeuren. Tijdens de Tweede Wereldoorlog lag het muziekleven min of meer stil, maar vanaf 1950 groeide het gezelschap uit tot een volwaardige vereniging. 
In 1977 werd Danny Oosterman, een muziekstudent van het Utrechts Conservatorium uit het dorp Aarlanderveen, als muziekleraar voor de jeugd aangeworven. In 1978 ging het fanfareorkest voor het eerst op concours en promoveerde van de 3e naar de 2e afdeling. In 1987 werd men voor het eerst kampioen op het topconcours van de Koninklijke Nederlandse Federatie van Muziekverenigingen in het concertgebouw Musis Sacrum te Arnhem. Twee jaar later werd op het WMC te Kerkrade met 336 punten een 3e plaats behaald in de concertafdeling, hier moest Crescendo zijn meerderen erkennen in het Frysk Fanfare Orkest en Fanfare St. Martinus.
Vanaf 1997 stond Crescendo onder leiding van Joop Nijholt. Onder zijn leiding speelde Crescendo Nieuwveen vanaf 1999 weer op hoog niveau. Zo is Crescendo in 2002 landskampioen geworden in de Vaandelafdeling van de KNFM en in december 2006 uitgenodigd om deel te nemen aan het internationaal topfanfarefestival in België. In 2010 werd op het bondsconcours deelgenomen in 1e divisie met als resultaat 90,33 punten, het hoogste aantal behaald dat jaar door een fanfareorkest. In 2013 werd deelgenomen aan de Open Nederlandse Fanfare Kampioenschappen te Drachten, waar Crescendo met 87 punten 2e werd achter Kunst na arbeid Lunteren (88pt.).
In 2020 is Crescendo Nieuwveen met Arti et Religioni uit Langeraar samengegaan in de nieuwe fanfare 'Aer en Amstel'. In 2024 promoveerde Aer en Amstel onder leiding van Erik Janssen naar de Eerste Divisie van de KNFM.

## Dirigenten
- 1977 - 1997 Danny Oosterman
- 1997 - 2017 Joop Nijholt